# Дудченко, Николай Яковлевич
Николай Яковлевич Дудченко (род. 14 августа 1949, Ульяновка, Херсонская область) — советский, украинский и российский художник-график, живописец, художник монументального искусства, член-корреспондент РАХ (2021).

## Биография
Родился 14 августа 1949 года в селе Ульяновка Херсонской области, живёт и работает в Симферополе.
В 1967 году — окончил Крымское художественное училище имени Н. С. Самокиша, руководитель — А. Н. Шипов, в 1972 году — окончил отделение монументально-декоративного искусства Харьковского художественно-промышленного института, руководители — А. А. Хмельницкий и Е. И. Быков.
С 2004 по 2014 годы — преподаватель (2004—2014), доцент (2008), директор (с 2013 года) Крымского филиала Национальной Академии изобразительного искусства и архитектуры, с 2006 года — руководитель международного, традиционного Севастопольского пленэра.
С 1978 года — член Союза художников СССР, Союза художников России.
В 2008 году — присвоено учёное звание доцента.
В 2016 году — избран почётным членом, а в 2021 году — избран членом-корреспондентом Российской академии художеств от Южного регионального отделения.
Заместитель Председателя Крымской организации НСХУ (2006—2013), президент Творческого объединения южнорусских художников в Севастополе (2015).

## Творческая деятельность
Основные живописные произведения: «Автопортрет» (2004), «Портрет Молчановой в народном костюме» (2008), «Феофания» (2008), «Андрей в Ласпи» (2013), «Вечер в Херсонесе» (2017), «Дом художника-баталиста Ю. В. Волкова» (2018), «Севастопольский балкон» (2022).
Участник более 40 всесоюзных, российских и зарубежных выставок. Более 15 персональных выставок состоялось в Крыму и за рубежом.

## Награды
- Заслуженный художник Украины (2007)
- Заслуженный художник Автономной Республики Крым (2007)

Государственные и общественные награды
- Дипломы Гран — При, I и V биенале камерной акварели Крыма (1996; 2004)
- Почетная грамота Совета Министров Автономной Республики Крым (2003)
- Лауреат Премии в области искусства Автономной Республики Крым (2003)
- Лауреат Премии имени С. Е. Дувана, номинация «Живопись» (2010)
- Почетный Диплом Международного Фонда «Культурное достояние» (2010)
- Медаль Международного Фонда «Культурное достояние» — «за мастерство» Санкт-Петербург (2010)
- 2-Премия Всероссийского конкурса «За чистую Воду» (Сочи, 2014)

Награды РАХ
- Диплом южного регионального отделения Российской академии художеств «За вклад в развитие изобразительного искусства юга России» (2014)
- Медаль Российской академии художеств «Шувалов» (2015)